# Knabenmusik Basel 1841
Die Knabenmusik Basel 1841 (KMB) – seit 2012 Knaben- und Mädchenmusik Basel 1841 genannt – ist die älteste Jugendmusikvereinigung im Kanton Basel-Stadt.

## Geschichte
Die Knabenmusik Basel 1841 (KMB) wurde bereits im Jahre 1841 gegründet. Für Mädchen ist die Auswahl sämtlicher Instrumente möglich. Anlässlich der Generalversammlung 1990 wurde beschlossen, dass auch Mädchen am Unterricht der KMB teilnehmen und mitmusizieren dürfen. Der Name "Knabenmusik Basel 1841" stellt somit keine geschlechterspezifische Einschränkung dar. An der von 35 Mitgliedern besuchten ausserordentlichen Generalversammlung vom 20. Juni 2012 folgten die Mitglieder des Vereins dem Vorschlag des Vorstandes nicht, die Knabenmusik neu „Basler Jugendmusikschule 1841“ zu nennen, stimmten jedoch einer Statutenänderung zu und sprachen sich für den geschlechtsneutralen Namen „Knaben- und Mädchenmusik Basel 1841“ aus.

## Orchester und Ensembles
Die Knabenmusik Basel 1841 fördert Jugendliche in der Ausbildung als Bläser für die Harmoniebesetzung und führt hierzu Ensembles sowie ein Orchester.

## Tambouren
Die KMB ist zudem in der Aus- und Weiterbildung von jungen Tambouren tätig. Seit dem 13. März 2010 ist die KMB auch Mitglied des Zentralschweizerischen Tambouren- und Pfeiferverbands (ZTPV). Bei der Teilnahme an diversen Wettspielen konnten bedeutende Erfolge gefeiert werden, etwa am Zentralschweizerischen Jungtambouren und -pfeiferfest des ZTPV in Erlinsbach 2013 mit Rang 1 in der Kategorie S2 und parallel S3.